# Brokencyde
BrokeNCYDE är en amerikansk musikgrupp (hiphop) från Albuquerque som bildades 2006. Gruppen har skivkontrakt med Suburban Noize Records.
I juli 2008 medverkade brokeNCYDE i MTVs Total Request Live och fick en kort tid senare skivkontrakt. Gruppen har fått blandad kritik för sitt material och sina framträdanden.

## Diskografi

### Album
- BC13 - EP, 2008
- I'm Not A Fan, But The Kidz Like It, 2009
- Will Never Die, 2010
- Guilty Pleasure, 2011
- Guilty Pleasurez, 2012
- The Best of BC13, 2012
- All Grown Up, 2016
- 0 to Brokencyde, 2018